# 扎利曼 (巴拉克列亞區)
49°22′6″N 37°3′7″E / 49.36833°N 37.05194°E
扎利曼（烏克蘭語：Залиман）是位於烏克蘭東部的村莊，由哈爾科夫州伊久姆區的薩溫齊市鎮負責管轄。該村始建於1671年，面積2.7平方公里，海拔高度85米，2001年人口879，人口密度每平方公里326.2人。